# Corcelles-sur-Chavornay
Corcelles-sur-Chavornay (toponimo francese) è una frazione di 353 abitanti del comune svizzero di Chavornay, nel Canton Vaud (distretto del Jura-Nord vaudois).

## Storia

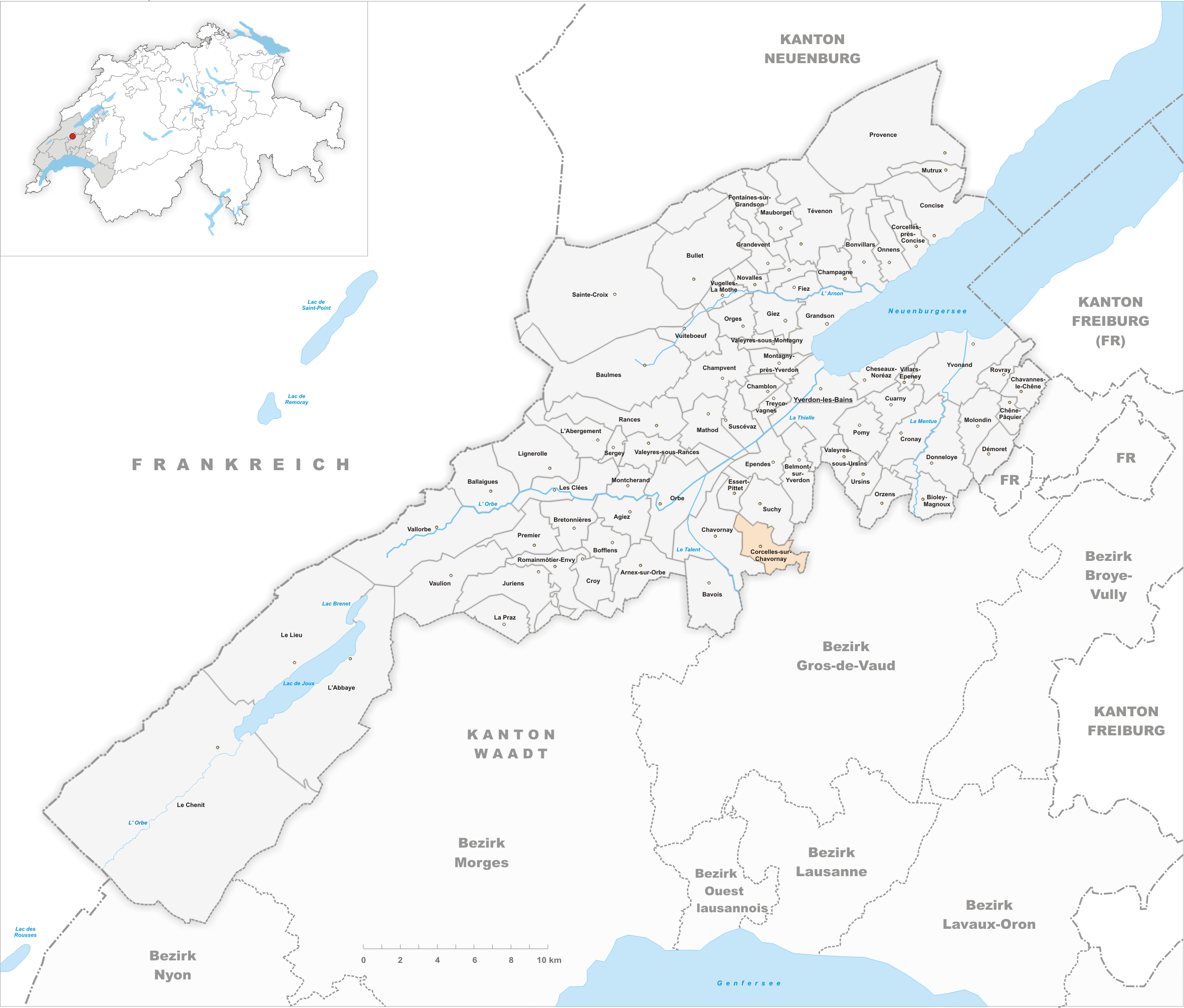
Il territorio del comune di Corcelles-sur-Chavornay prima degli accorpamenti comunali del 2017

Già comune autonomo che si estendeva per 5,48 km², nel 2017 è stato accorpato al comune di Chavornay assieme all'altro comune soppresso di Essert-Pittet.

## Monumenti e luoghi d'interesse

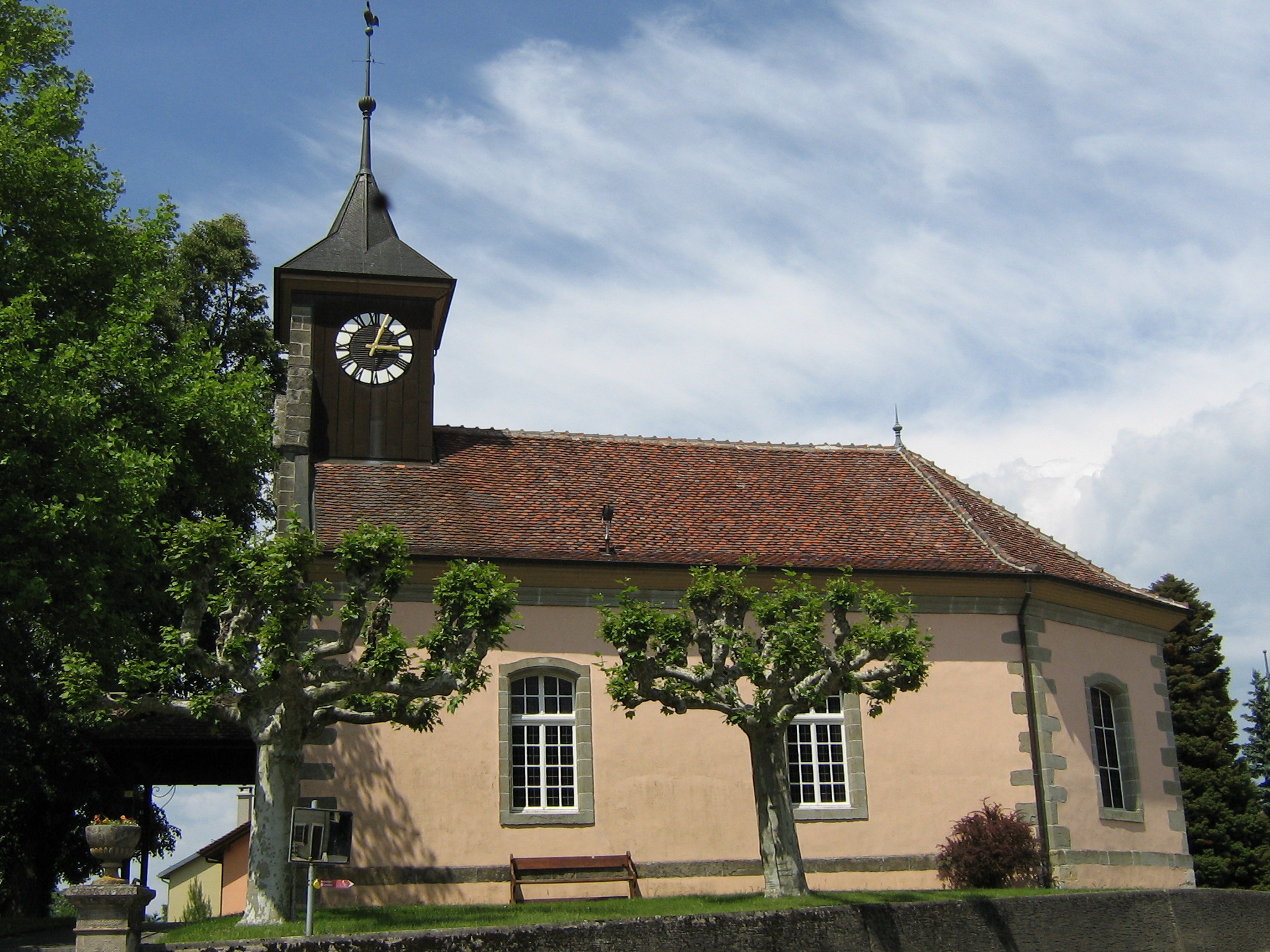
La chiesa riformata

- Chiesa riformata, attestata dal 1228 e ricostruita nel 1754[1].

## Società

### Evoluzione demografica
L'evoluzione demografica è riportata nella seguente tabella:
Abitanti censiti

## Amministrazione
Ogni famiglia originaria del luogo fa parte del cosiddetto comune patriziale e ha la responsabilità della manutenzione di ogni bene ricadente all'interno dei confini della frazione.